# Louis Rigal

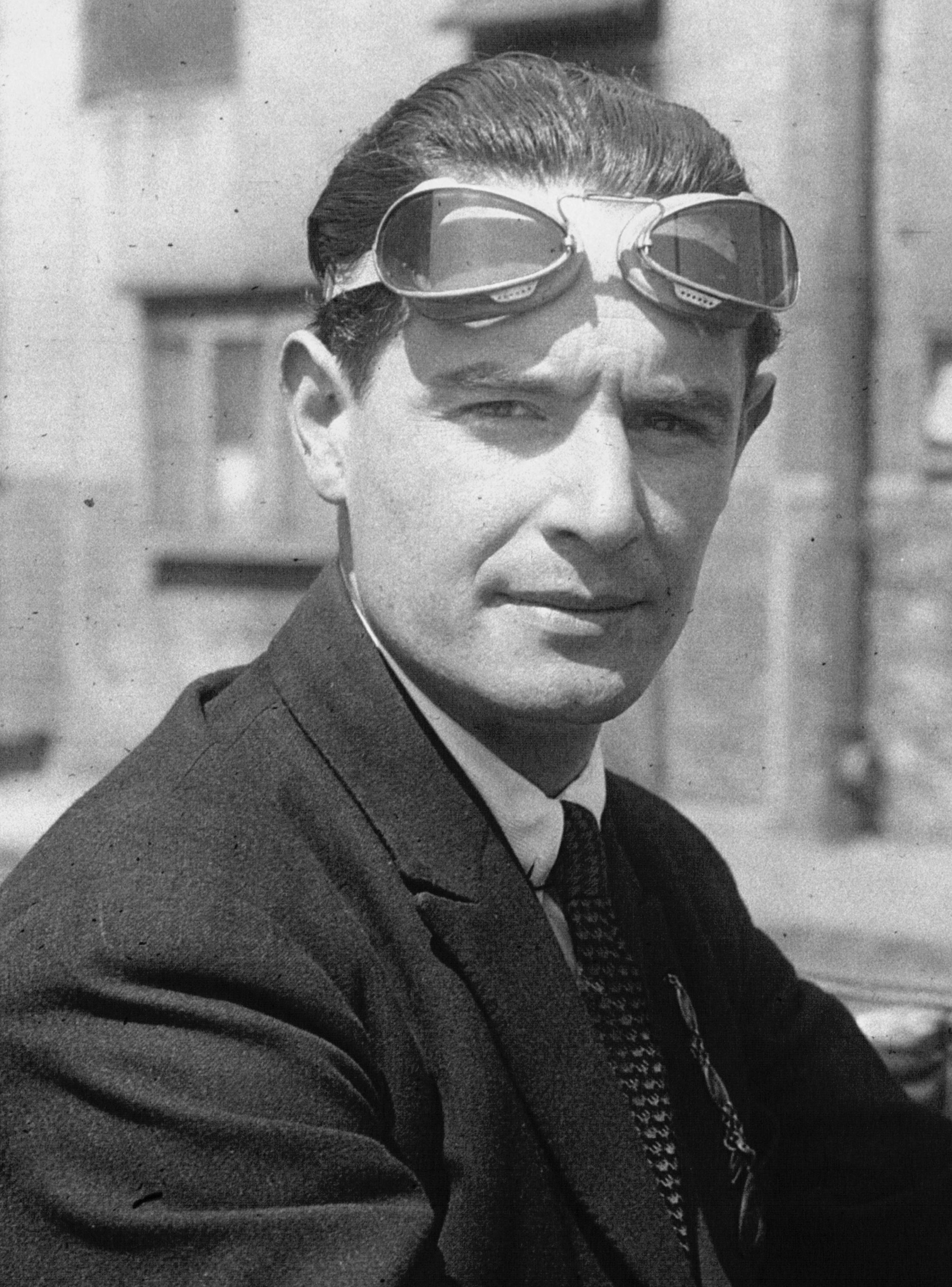
Louis Rigal 1922

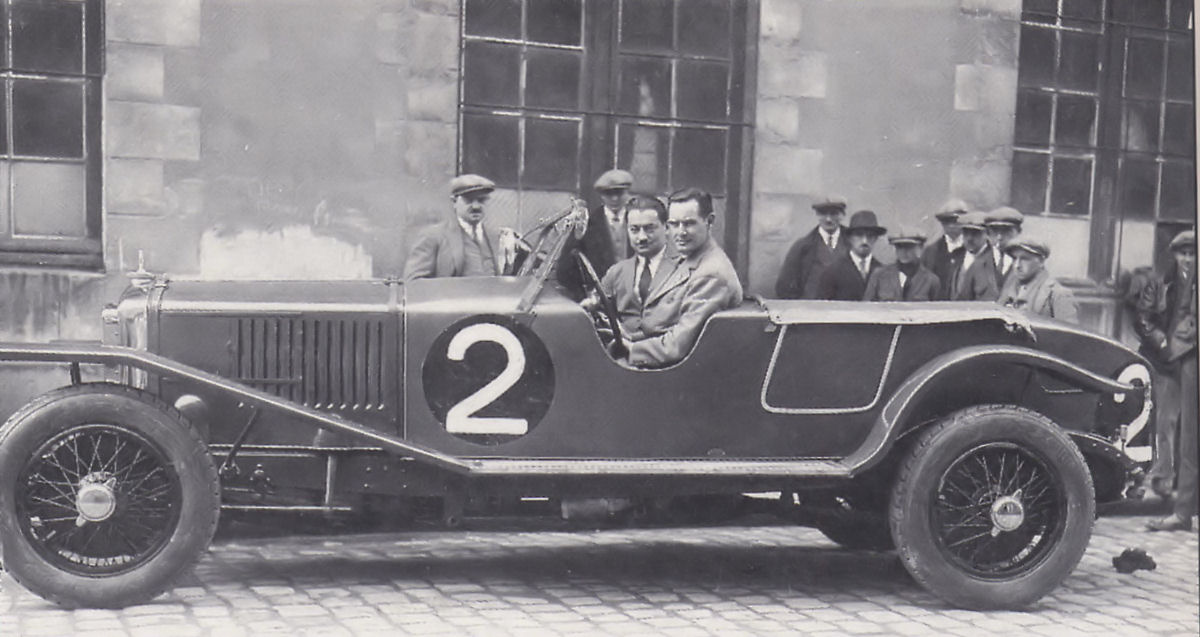
Der Peugeot 174S mit der Startnummer 2, gefahren von André Boillot und Louis Rigal, vor dem Start zum 24-Stunden-Rennen von Le Mans 1926. Mit diesem Wagen gewannen die beiden Fahrer 1926 das 24-Stunden-Rennen von Spa-Francorchamps

Louis Charles Rigal (* 20. Juli 1887 in Paris; † 8. Juli 1974 in Argenteuil) war ein französischer Autorennfahrer.

## Karriere als Rennfahrer
Louis Rigal gehört zu den wenigen Rennfahrern der Pionierzeit des Motorsports, die ihre Karriere ohne schweren Unfall überstanden und ein hohes Alter erreichten. Im Jahr seiner Geburt erfand Emil Berliner gerade das Grammophon. Als er 1974 im Alter von 87 Jahren starb, war das 24-Stunden-Rennen von Le Mans, an dem er sich 1924 zum ersten Mal beteiligt hatte, bereits zum 42. Mal ausgetragen worden.
1923 wurde das 24-Stunden-Rennen von Le Mans zum ersten Mal gefahren, ein Jahr später pilotierte Rigal mit seinem Teamkollegen Roger Delano einen Ariès 8-10 CV an die 13. Stelle der Gesamtwertung. Der Rückstand auf die Sieger John Duff und Frank Clement im Bentley 3 Litre Sport betrug 31 Runden. Den Sieg in der Klasse für Fahrzeuge zwischen 0,75 und 1,1 Liter Hubraum, den sich Fernand Gabriel und Henri Lapierre holten, verpasste das Duo um zwei Runden. Insgesamt war Rigal sieben Mal in Le Mans am Start. Seine beste Platzierung erreichte er 1937. In diesem Jahr gehörte er zum Team von Emile Darl’Mat. Sein Partner im Peugeot 302 Darl’Mat DS war Daniel Porthault. Nach 24 Stunden Fahrzeit erreichte das Team den zehnten Endrang, 46 Runden hinter den Siegern Jean-Pierre Wimille und Robert Benoist im Bugatti Type 57G Tank. Im Jahr darauf ging er zum letzten Mal bei diesem Langstreckenrennen an den Start. Wieder für Darl’Mat und mit Partner Jean Pujol gab es einen Ausfall nach technischem Defekt.
Große Erfolge feierte er beim 24-Stunden-Rennen von Spa-Francorchamps. 1926 gewann er das Rennen gemeinsam mit André Boillot auf einem Peugeot 174S. 1929 beendete er das Rennen als Gesamtdritter.
Einen weiteren Erfolg konnte er beim 12-Stunden-Rennen von San Sebastián feiern, das er 1929 gemeinsam mit Goffredo Zehender und Carlo Canavesi auf einem Werks-Alfa Romeo gewann.
Zu Beginn seiner Karriere fuhr Rigal vor allem Bergrennen. In den frühen 1920er-Jahren gewann er mit Fahrzeugen von Peugeot knapp ein Dutzend nationale Veranstaltungen in Frankreich.
Auch bei Monopostorennen war er am Start. 1929 wurde er Neunter beim Großen Preis von Monaco und 1931 beim Großen Preis von Frankreich.

## Statistik

### Le-Mans-Ergebnisse
| Jahr | Team                            | Fahrzeug                   | Teamkollege      | Platzierung     | Ausfallgrund         |
| ---- | ------------------------------- | -------------------------- | ---------------- | --------------- | -------------------- |
| 1924 | Société des Automobile Ariès    | Ariès 8-10 CV              | Roger Delano     | Rang 13         |                      |
| 1925 | Société des Automobile Ariès    | Ariès Type S GP2           | Roger Delano     | Ausfall         | Zylinderkopfdichtung |
| 1926 | Société des Automobiles Peugeot | Peugeot 174S               | André Boillot    | Disqualifiziert |                      |
| 1928 | Société des Automobile Ariès    | Ariès Type S GP2 Surbaisée | Robert Laly      | Ausfall         | Motorschaden         |
| 1930 | Édouard Brisson                 | Stutz Model M Blackhawk    | Édouard Brisson  | Ausfall         | Wagenbrand           |
| 1937 | Emile Darl’Mat                  | Peugeot 302 Darl’Mat DS    | Daniel Porthault | Rang 10         |                      |
| 1938 | Emile Darl’Mat                  | Darl’Mat DS                | Jean Pujol       | Ausfall         | Defekt               |